# Gammbrännan
Gammbrännan är ett naturreservat i Vindelns kommun i Västerbottens län.
Området är naturskyddat sedan 2012 och är 73 hektar stort. Reservatet omfattar en avsmalnande tallbevuxen moränrygg mellan Storviksmyran och Repsjömyran.